# Minería de argumentación
La minería de argumentación (en inglés: Argument Mining) es un campo de investigación en el área del procesamiento de lenguaje natural. El objetivo del mismo es la extracción automática y la identificación de estructurás de argumento del lenguaje natural usando programas informáticos, usado en la actualidad para proyectos como desarrollo programas de IA diseñados para dar consultas jurídicas. Este campo es relevante y analiza tanto la premisa, conclusiones, la escena del argumento y relación que se puede encontrar entre las premisas y la conclusión. La serie de talleres sobre minería de argumentos es el principal foro de investigación para la investigación relacionada con la minería de argumentos.

## Aplicaciones
Aunque es un campo de estudio bastante importante para el funcionamiento de múltiples tecnologías como: la calificación de contenido de redes sociales, siendo una herramienta que tomo gran relevancia en el análisis de datos (Data Analyst) en situaciones como el escándalo de Cambridge Analytica. Otros campos donde se ha empezado a utilizar es en análisis de documentos legales, revisión de productos, artículos científicos, debates en línea y artículos periodísticos.

## Desafíos

### Variedad de géneros documentales.
En general se tiene problemas para crear un sistema basado en esta tecnología para uso general, lo que hace que quienes deseen diseñar un modelo de IA o un programa informático para análisis tenga que generar y entrenar desde su campo de acción, lo que hace complejo el avance masivo de dicha tecnología.

### Consensos para homologación.
Existen diversidad de formas de trabajar con esta herramienta y múltiples campos de acción que crean conflictos al intentar crear una corriente que se pueda seguir, habiendo inclusive diversos LLMs que aprovechen los avances en dichos campos.

### Especialización.
Al tener en cuenta que para dicho análisis se necesita un extenso conocimiento en una lengua, es imperante encontrar personas preparadas no solo en el campo tecnológico, sino un equipo multidisciplinario, que pueda corregir desde problemas de programación, hasta las alucinaciones de ia por falta de conocimiento en la materia (por ejemplo en geopolítica y derecho etc.) y también por temas gramaticales que también son impactados por los modismos de un mismo idioma que se pueden generar en diversos estados de derecho. Aunado a los otros problemas que acarrean la creación y modificación de esta tecnología. 